# Аталай, Джан
Шерафеттин Джан Аталай (тур. Şerafettin Can Atalay; р. 24 марта 1976, Стамбул) — турецкий юрист, активист и политик.
Участвовал во многих судебных процессах, в том числе делах, связанных с известными происшествиями, такими, как взрыв на шахте в Соме, авария на шахте в Эрменеке, пожар в студенческом общежитии в Адане, авария поезда в Чорлу, а также делах по защите прав журналистов и писателей. Представлял в суде организацию «Солидарность с Таксимом», основанную протестующими, несогласными с планами правительства построить в парке Гези торговый центр. В 2022 году был приговорён к 18 годам тюремного заключения, в 2023 году — избран членом Великого национального собрания Турции от ила Хатай по списку левой Рабочей партии, но был оставлен отбывать срок в тюрьме Мармара.

## Биография
Родился в 1976 году в Стамбуле. Его мать — банкир, отец — финансист. Его дядя Шерафеттин Аталай возглавлял региональное отделение Рабочей партии Турции в Амасье и в 1971 году был убит по политическим мотивам. Большую часть детства Джан Аталай провёл в Кадыкёе. Благодаря кругу знакомств родителей с раннего детства имел возможность общаться с такими известными литераторами, как Азиз Несин, Яшар Кемаль и Джан Юджель.
Окончил юридический факультет университета Мармары. После этого работал в юридическом отделе телеканала «NTV»
Защищал журналиста Ахмета Шика, отданного под суд за своё расследование влияния движения Гюлена на общественные институты Турции, также участвовал в протестах за снятие запрета с книги Шика «Армия имама», а также её переиздание.
Входил в состав руководства «Ассоциации по защите социальных прав». Представлял интересы потерпевших на процессе по делу катастрофы на шахте Сома в 2014 году, аварии на шахте в Эрменеке, пожаре в студенческом общежитии в Адане, аварии поезда в Чорлу и взрыве на фабрике фейерверков в Хендеке. В качестве юриста Палаты архитекторов представлял интересы противников строительства парка «Validebağ Grove» в Стамбуле. Участвовал в организации кампании против сноса кинотеатра Эмек в Стамбуле и успешно оспорил планы строительства в парке Гези в Государственном совете Турции.
Представлял в суде организацию «Солидарность с Таксимом», основанную протестующими, несогласными с планами правительства построить в парке Гези торговый центр. В ходе процесса против него были выдвинуты обвинения, суд оправдвал его по двум обвинениям, но 25 апреля 2022 года Аталай был признан виновным в «попытке свержения правительства Турецкой республики» и приговорён к 18 годам тюремного заключения. 28 сентября 2023 года Кассационный суд оставил приговор без изменений.
Находясь в тюрьме Мармара, в 2023 был выдвинут современной Рабочей партией в члены Великого национального собрания от ила Хатай и был избран. После этого подал прошение об освобождении, но Кассационный суд отказал ему. Аталай подал апелляцию, но Уголовная палата Кассационного суда большинством голосов отказала ему. Тогда Аталай подал иск в Конституционный суд. 25 октября 2023 Конституционный суд признал, что в отношении Аталая были нарушены его «право быть избранным и участвовать в политической деятельности», а также «его личная свобода и безопасность». Это решение было оспорено обвинением. 8 ноября 2023 года по делу Аталая Уголовной палатой Кассационного суда было вынесено окончательное решение, согласно которому он был лишен членства в Великом национальном собрании Турции, а решение, вынесенное по его делу Конституционным судом, было признано неконституционным, поскольку Конституционный суд, принимая это решение, превысил полномочия.